# Manon (série télévisée d'animation)
Pour les articles homonymes, voir Manon.
Manon est une série télévisée d'animation franco-canadienne en 52 épisodes de 3 minutes, produite par TiJi et Planet Nemo Animation et co-produite par Radio-Canada et TFO. La série est diffusée actuellement sur TiJi et sur France 5 dans Zouzous en France et au Québec sur Télé-Québec et Yoopa.
Elle est adaptée des aventures de la revue du même nom.

## Synopsis
L'interaction entre Manon, une fillette qui vit dans un ranch, et ses animaux-amis du ranch et les animaux qui visitent le ranch.

## Distribution
- Caroline Combes : Manon
- Tristan Petitgirard : Doudou, Grignote
- Emmanuel Curtil : Tambouille
- Fily Keita : Melba
- Charles Pestel : Miro
- Karine Foviau
- Anne Mathot
- Sophie Tellier
- Barbara Tissier
- Bernard Bollet
- Patrick Préjean
- Hervé Rey

- Version originale
  - Studio d’enregistrement chansons et musique : ANY MUSIC
  - Direction artistique : Réjane Schauffelberger et Hervé Rey
  - Compositeurs : Anthony Arconte, Cyril Creuset
  - Chansons : Rachel Pignot

## Liste des épisodes
- 1. Encore ! Encore !
- 2. Des œufs pour Melba
- 3. Le cauchemar de Ronflette
- 4. Le gros bobo de Flambart
- 5. Drôle de châtaigne
- 6. Les bois du petit cerf
- 7. Papillons d’automne
- 8. Le hérisson des mers
- 9. La grande soif
- 10. L’épouvantable épouvantail
- 11. La sorcière et le dragon
- 12. Manon s’en va
- 13. Le château de neige
- 14. Perdus dans le brouillard
- 15. Fièvre à la ferme
- 16. La chorale des grognons
- 17. Le bonhomme qui fond
- 18. La fée farceuse
- 19. La balle chérie de Tambouille
- 20. Artistes en herbe
- 21. Enfin seuls !
- 22. Le cocorico coincé
- 23. L’arche de Manon